# Daniela Ryf
Daniela Ryf (Soletta, 29 maggio 1987) è una triatleta svizzera.
È campionessa elvetica di ironman.

## Riconoscimenti
- Sportiva svizzera dell'anno (2018)